# Eugen Ehmann (Maler)
Eugen Ehmann (* 3. Januar 1887 in Stuttgart; † 30. September 1963 in Bad Säckingen) war ein deutscher Maler und Architekt.

## Leben und Werk
Eugen Ehmann war seit 1910 als selbständiger, promovierter Architekt in Stuttgart tätig. Zeitweise wirkte er als Assistent an der Technischen Hochschule Stuttgart. 1919 veröffentlichte er das Buch „Der moderne Baustil“.
Von 1917 bis 1923 studierte Ehmann an der Stuttgarter Kunstakademie bei Adolf Hölzel und Heinrich Altherr. Von 1921 bis 1923 plante und realisierte er das „Jagd- und Kurhaus Hubertus“ (Gebäude und künstlerische Ausgestaltung desselben) in Böblingen. Ehmann nahm an der Ausstellung der Stuttgarter Sezession von 1923 teil. 1924 war er Rechnungsführer dieser Künstlervereinigung. Er schuf Fresken in der Villa Berg (1923) und im Gebäude der Stuttgarter Handelskammer (1927). 1939 zog er nach Großherrischwand (heute zu Herrischried) im Südschwarzwald um. Seine Fresken in Stuttgart wurden nahezu vollständig im Zweiten Weltkrieg zerstört. Von ihm stammen Entwurf und Kartons zweier Glasgemälde 1926 für die Querhausfenster in der kath. St. Michaelskirche von Oberndorf am Neckar. Ausgeführt von Paul Lütz Glasmaler,  Konstanz.

Für den Koppentalbrunnen beim Olgahospital schuf Ehmann ein Fresko, ersetzte es 1926 durch ein Glasmosaik und reparierte es 1950 selbst.
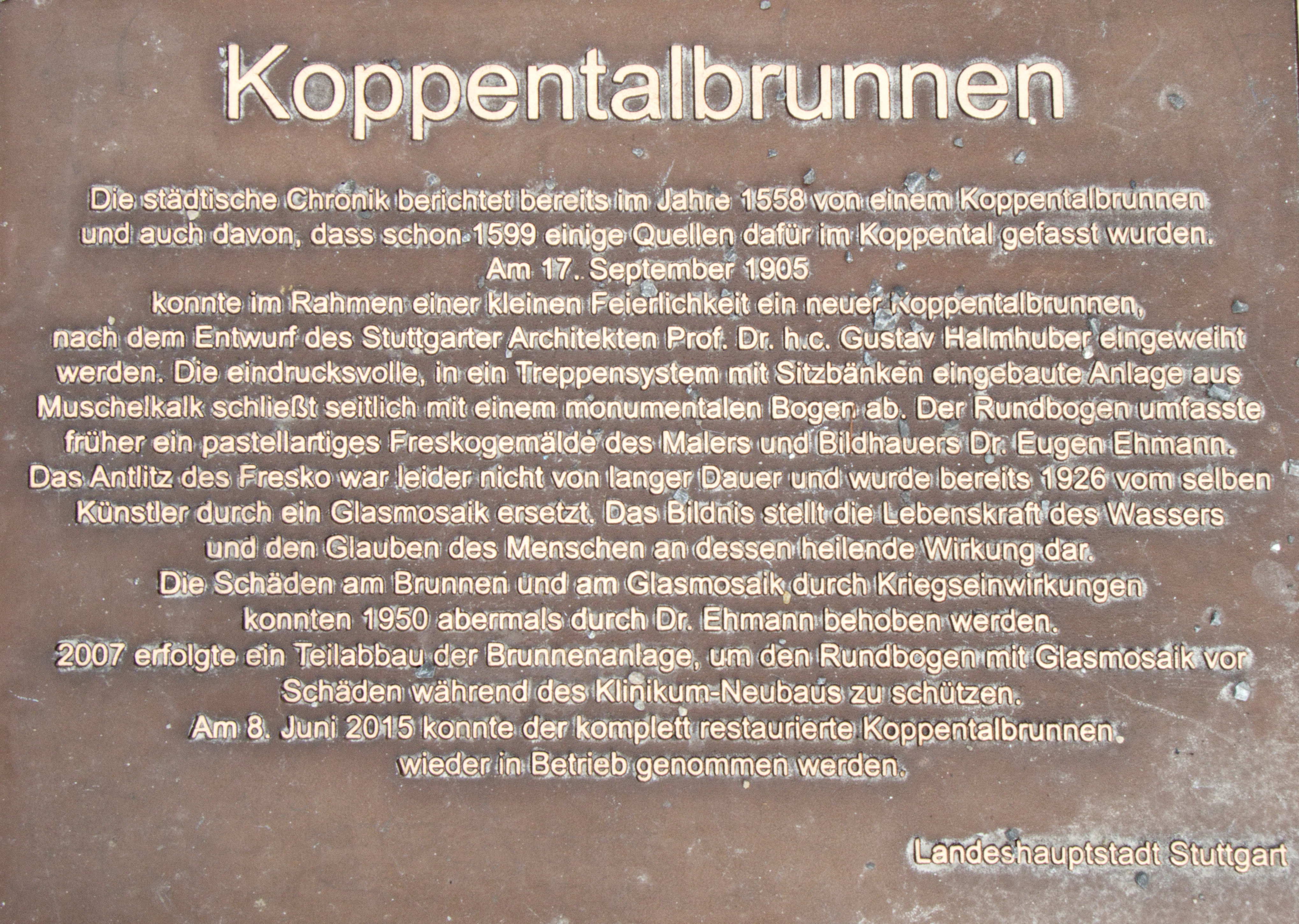
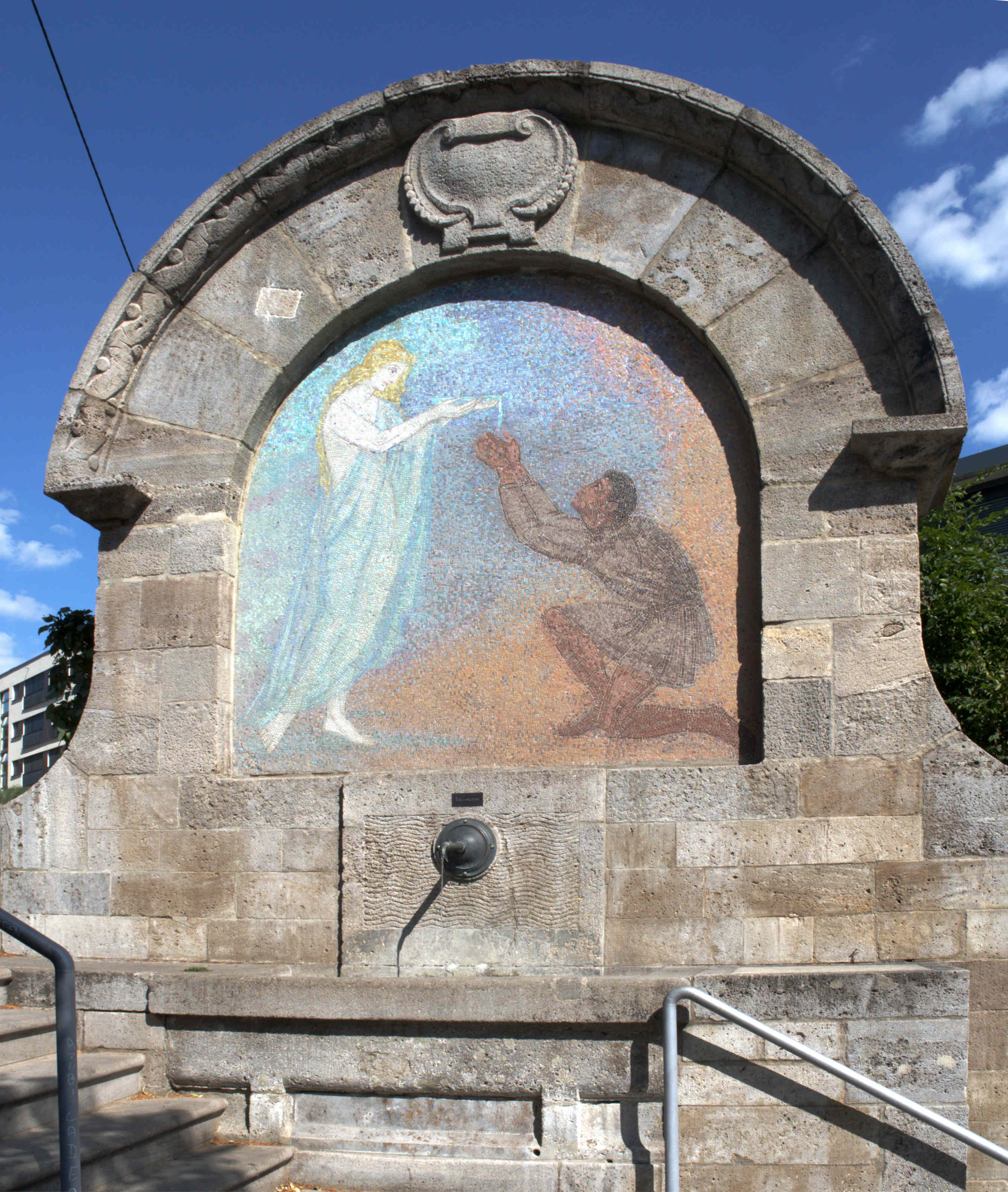